# Anansi luki
Espèce
Anansi luki est une espèce d'araignées aranéomorphes de la famille des Mimetidae.

## Distribution
Cette espèce se rencontre au Congo-Kinshasa et au Gabon.

## Publication originale
- Benavides, Giribet & Hormiga, 2017 : Molecular phylogenetic analysis of "pirate spiders" (Araneae, Mimetidae) with the description of a new African genus and the first report of maternal care in the family. Cladistics, vol. 33, no 4, p. 375-405.